# Bitwa o Medenine
Bitwa o Medenine (znana też jako operacja Capri, niem. Unternehmen Capri) – atak wyprzedzający sił Osi na Medenine w Tunezji przeprowadzony 6 marca 1943 r. Operacja miała na celu opóźnienie ataku brytyjskiej 8 Armii na linię Mareth. Brytyjczycy zostali ostrzeżeni przez system Ultra odszyfrowujący niemiecką komunikację bezprzewodową i przerzucili posiłki z Trypolisu i Bengazi w zagrożony rejon, co zakończyło się kosztowną porażką wojsk niemiecko-włoskich. Feldmarszałek Erwin Rommel, dowódca Afrika Korps, nie mógł sobie pozwolić na utratę sił potrzebnych do obrony linii Mareth, więc nakazał przerwać atak o zmierzchu tego samego dnia, w którym się rozpoczął.
W nocy 8 Armia pozostała w gotowości na możliwość kolejnej próby ataku sił Osi i wysłała patrole naprzód w celu przeprowadzenia rozpoznania i zniszczenia porzuconych czołgów wroga. W ciągu kolejnego dnia Luftwaffe i Regia Aeronautica podjęły maksymalny możliwy, aczkolwiek mało skuteczny, wysiłek przeciwko alianckiej obronie przeciwlotniczej i samolotom RAF-u, a siły lądowe Osi 7 marca rozpoczęły odwrót na północ w kierunku linii Mareth. Pościg 8 Armii został spowolniony przez deszcz. Bitwa o Medenine była ostatnią bitwą prowadzoną przez Rommla w kampanii północnoafrykańskiej – wkrótce po niej powrócił on do Europy, by odebrać nowe obowiązki.

## Tło sytuacyjne

### Odwrót sił Osi spod El Alamein
Odwrót Afrika Korps po klęsce pod El Alamein z Egiptu trwał bez przerwy od 5 listopada 1942 r. do 15 lutego 1943 r. W dodatku 8 listopada rozpoczęła się operacja Torch w Maroku, Algierii i Tunezji. Afrika Korps unikał brytyjskich ataków oskrzydlających, ale zatłoczone drogi, braki paliwa, zła pogoda i ataki powietrzne aliantów zmniejszyły tempo odwrotu do 9,7–11,3 km dziennie. Comando Supremo w Rzymie i Oberkommando der Wehrmacht w Berlinie patrzyły jednak z optymizmem na sytuację, a Comando Supremo wybrało pozycję Mersa-el-Brega–El Agheila na zakończenie odwrotu, pomimo że długość linii obronnej miała 180 km, punkty umocnione znajdowały się w odległości do 8 km od siebie, za daleko dla wzajemnego wsparcia i były chronione tylko przez 30 tys. min. Kiedy przybyły tam główne siły niemiecko-włoskie, Afrika Korps miał zaledwie 5 tys. ludzi, 35 czołgów, 16 samochodów pancernych, 12 dział przeciwpancernych, 12 haubic polowych i otrzymywał dostawy zaledwie 51 ton zaopatrzenia z 410 ton dziennego zapotrzebowania.
Rommel chciał wycofać się do Wadi Akarit w rejonie Gabès, 190 km dalej na zachód, gdzie niezmotoryzowani żołnierze mogli obronić wąską przestrzeń pomiędzy Morzem Śródziemnym a Wielkim Szottem. Czołgi i piechota zmotoryzowana mogły dołączyć do 5 Armii Pancernej gen. Hansa Jürgena von Arnima dalej na północ, wypędzić brytyjską 1 Armię z Tunezji do Algierii, a następnie szybko wrócić, by odepchnąć 8 Armię, przygotowując się do ewakuacji do Europy. Na spotkaniu z Adolfem Hitlerem 28 listopada Rommel omówił propozycję, ale otrzymał jedynie obietnicę zwiększenia dostaw. W nocy z 11 na 12 grudnia Brytyjczycy zaatakowali, a następnego wieczora Afrika Korps wznowił wycofanie się i pomimo chronicznego niedoboru paliwa uniknął kolejnego ataku oskrzydlającego. Siły niemiecko-włoskie zajęły pozycję obronną w Buerat 29 grudnia, ale była ona słabo ufortyfikowana, szeroko otwarta na manewr oskrzydlający i podatna na odcięcie od Gabès przez 1 Armię idącą z południowej Tunezji. Sytuacja zaopatrzeniowa była niewiele lepsza: dostarczano 154 tony z 406 ton dziennego zapotrzebowania, a 95 procent paliwa wykorzystywano do rozwożenia zapasów lub wycofywania się.
Brytyjscy komandosi z Long Range Desert Group zaatakowali linie zaopatrzenia wojsk Osi, a setki ciężarówek utknęły wzdłuż dróg z powodu braku paliwa, podczas gdy 8 Armia zgromadziła benzynę i amunicję na następny atak. 13 stycznia 1943 r. piechota 21 Dywizji Pancernej została wysłana na północ do 5 Armii Pancernej, aby uchronić ją przed utratą Gabès, a 15 stycznia 8 Armia zaatakowała 450 czołgami przeciwko 36 czołgom niemieckim i 57 włoskim; wieczorem Rommel nakazał kolejny odwrót. Brak paliwa i obawa o utratę Gabès doprowadziły do wycofania się poza linię Tarhuna–Homs, a Trypolis wpadł w ręce Brytyjczyków 23 stycznia. 13 lutego ostatni żołnierze sił Osi opuścili Libię, a 15 lutego straż przednia Brytyjczyków dotarła do linii Mareth, 80 km w głąb Tunezji. Comando Supremo zamierzało utrzymywać tę linię w nieskończoność, ale Rommel uznał ją za zbyt wrażliwą na kolejny atak oskrzydlający, w przeciwieństwie do pozycji Wadi Akarit, kolejne 64 km wstecz.

### Operacja Torch
7 listopada 1942 r. wojska angloamerykańskie wylądowały w Maroku i Algierii, z brytyjską 1 Armią gen. Kennetha Andersona po obu stronach Algieru i amerykańskim II Korpusem gen. Lloyda Fredendalla w Casablance i Oranie, pokonując opór francuskich sił Vichy do zawieszenia broni trzy dni później. 14 listopada siły alianckie próbowały dotrzeć do Tunisu, 800 km na wschód przez górzysty kraj, głównym uderzeniem lądowym wspomaganym przez lądowanie sił powietrznodesantowych, ale zła pogoda, szybki wzrost liczby samolotów Luftwaffe i oddziały dostarczane mostem powietrznym z Sycylii do Tunezji zakończyły aliancki atak 30 listopada. Oddziały Osi były w stanie utworzyć przyczółek wokół portów Tunis i Bizerta, a do grudnia przybyło około 15 tys. żołnierzy niemieckich, pięćdziesiąt czołgów Panzer IV i czterdzieści Tygrysów. 5 Armia Pancerna została utworzona 8 grudnia, a zima zaczęła się w połowie miesiąca, co było korzystniejsze dla obrońców, gdy Afrika Korps kontynuował odwrót spod El Alamein w kierunku południowej Tunezji. Po ustabilizowaniu pozycji Osi w Tunezji 5 Armia Pancerna podjęła kilka lokalnych ofensyw w nowym roku, w bitwie pod Sidi Bou Zid (14–17 lutego), bitwie o przełęcz Kasserine (19–24 lutego) i operacji Ochsenkopf (26 lutego – 4 marca).

### Linia Mareth

Tunezja podczas kampanii 1942–1943

Południowa Tunezja to region o nierównym terenie, ze skalistymi grzbietami i pustynią, które utrudniają manewrowanie. Naprzeciwko zatoki Mała Syrta, gdzie północno-południowe wybrzeże skręca gwałtownie na wschód, półpustynna i pokryta zaroślami równina przybrzeżna spotyka się w głębi lądu ze wzgórzami Matmata, które biegną z południa na północ. Na północ od Gabès droga do Sfax przebiega pomiędzy morzem a szottamii; była to jedyna droga na północ dla 8 Armii. Po drugiej stronie równiny, w linii z południowego zachodu na północny wschód, leżała linia Mareth, fortyfikacja zbudowana przez Francuzów w latach 30. XX wieku. Na północy wzgórza i linia fortów kończyły się na przesmyku Tebaga, nisko położonej przełęczy pomiędzy wzgórzami Matmata a Djebel Tebaga, kolejnym pasmem wysokiego terenu na zachód od przełączy biegnącym ze wschodu na zachód. Północny i zachodni skraj tych fortyfikacji wyznaczał Wielki Szott; na zachód od wzgórz Matmata leży suchy kraj Jebel Dahar, a następnie nieprzejezdny Wielki Erg Wschodni. Gabès leży na wybrzeżu, gdzie równina spotyka się z trasą biegnącą z przełęczy Tebaga.
Linia Mareth biegła wzdłuż pasa Wadi Zigzaou, naturalnej przeszkody dla czołgów, ze stromymi brzegami wznoszącymi się do 21 m; strona północno-zachodnia została ufortyfikowana przez Francuzów i wzmocniona przez inżynierów wojsk Osi. Wadi przecina przybrzeżną równinę od Zarat do Toujane i dalej za wzgórzami Matmata. W 1938 r. Francuzi uznali Jebel Dahar za teren nieprzejezdny dla transportu zmechanizowanego i nie rozszerzyli linii Mareth w głębi lądu, ale pojazdy silnikowe w 1943 r. miały znacznie lepsze osiągi. Włoska 1 Armia gen. Giovanni Messego obsadziła linię Mareth z niemiecką 90 Dywizją Piechoty Lekkiej, 164 Dywizją Piechoty Afrika oraz 10 Dywizją Pancerną, 15 Dywizją Pancerną i 21 Dywizją Pancerną z około 200 czołgami i włoską 80 Dywizją Piechoty La Spezia.

## Preludium

### Przygotowania ofensywne wojsk Osi

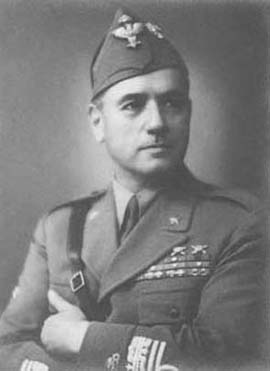
Gen. Giovanni Messe

28 lutego Rommel, Messe i starsi dowódcy jednostek pancernych spotkali się, aby omówić atak na Medenine, skrzyżowanie kilku ważnych dróg i tras natarcia wojsk alianckich. Sugerowano atak z trzech kierunków, od Toujane do Metameura po lewej, atak w centrum i atak z prawej strony od przełęczy Hallouf do Medenine. Rommel zasugerował uderzenie w pobliżu wybrzeża, aby stworzyć możliwość ataku z nieoczekiwanego przez przeciwnika kierunku, ale jego podwładni nie zgodzili się z tym z powodu informacji ze zwiadu, że podejścia do wybrzeża są trudne, gęsto zaminowane i przykryte ogniem dział. Nie było miejsca na manewry, a czołgi stałyby się łatwym celem dla brytyjskiej artylerii i samolotów. Rommel ustąpił, a plan opracował gen. Messe i gen. Heinz Ziegler, de facto tymczasowy dowódca Afrika Korps.
Atak zaplanowano na 6 marca, aby dać czas jednostkom zaangażowanym w bitwę pod Sidi Bou Zid na przyjęcie rezerw i reorganizację. Messe planował okrążyć wojska brytyjskie między linią Mareth i Medenine z Grupą DAK pod dowództwem gen. Hansa Cramera, utworzoną z trzech dywizji pancernych Afrika Korps, jednostek rozpoznawczych 3 i 33, batalionu ze 164 Dywizji Piechoty Afrika, batalionu spadochronowego, siedmiu polowych baterii artyleryjskich i dwóch batalionów przeciwlotniczych oraz Kolumną Bari gen. Theodora von Sponecka, grupą bojową złożoną z dwóch batalionów 200 Pułku Grenadierów Pancernych, dwóch batalionów 361 Pułku Grenadierów Pancernych, grup bojowych La Spezia i Trieste liczących po dwa bataliony każda, baterii niemieckich dział polowych i kilku Nebelwerferów, siedmiu włoskich baterii polowych i części trzech baterii przeciwlotniczych; do obu kolumn przyłączono jednostki przeciwpancerne i inżynieryjne.

### Plan ataku sił Osi
Grupa DAK miała przejąć linię z Hir en Nraa do Ksar Rebounten, a następnie uderzyć na północ lub północny wschód w ataku okrążającym siłami 10 Dywizji Pancernej zbliżającej się z doliny Hallouf, aby zdobyć Metameur. 21 Dywizja Pancerna miała wyłonić się z południowego krańca Djebel Tebaga i zaatakować Hir Ksara Koutine. 15 Dywizja Pancerna dostała za zadanie ruszyć z Djebel er Remtsia w kierunku Hir en Nraa, a następnie jej piechota i jednostki zwiadowcze miały przeciąć drogę Foum Tatahouine–Medenine, by zapobiec przemieszczaniu się brytyjskich posiłków. Kolumna Bari miała przeprowadzić frontalny atak na Zemlet el Lebene z grupą bojową La Spezia na prawej flance, 200 Pułkiem Grenadierów Pancernych w środku i grupą bojową Trieste po lewej. 5 marca Luftwaffe i Regia Aeronautica miały bombardować alianckie lotniska i zgromadzenie sił lądowych, a 6 marca zaatakować pozycje brytyjskiej artylerii na wschód od Zemlet el Lebene, zneutralizować przednie lotniska alianckie, zapewnić eskortę myśliwską do ataku naziemnego i zwiad z Tatahouine do Bena Gardane.

### Brytyjskie przygotowania obronne
Na długo przed tym, jak 8 Armia dotarła do portu w Trypolisie, rozważano atak na linię Mareth, a komandosów wysłano do zbadania terenu na południe od wzgórz Matmata. Pomimo map i raportów wskazujących, że grunt nie był możliwy do przejścia dla czołgów i ciężarówek, siły specjalne znalazły drogę w głąb lądu na południe i wokół wzgórz do przełęczy Tebaga, pomiędzy solnym bagnem Chott el Fejaj, a wzgórzami. 7 Dywizja Pancerna gen. George’a Erskine’a sondowała naprzód z Trypolisu, podczas gdy 51 Dywizja Górska gen. Douglasa Wimberleya i nowozelandzka 2 Dywizja Piechoty gen. Bernarda Freyberga odpoczywały w porcie. Zimowe deszcze zamieniły ziemię w bagno, aż do krótkiego zastoju, który rozpoczął się 15 lutego, kiedy 7 Dywizja Pancerna i 51 Dywizja Górska ruszyły naprzód i zdobyły lotniska polowe w Medenine 17 lutego. Następnego dnia Lotna Kolumna Wolnych Francuzów oraz 1. batalion Troupes de marine przybyli wraz z gen. Philippe’em Leclerkiem, po marszu przez Wielkie Morze Piasku od jeziora Czad, aby dołączyć do 8. Armii. XXX Korpus gen. Olivera Leese’a przeniósł nowozelandzką 2 Dywizję z Trypolisu, która miała w swym składzie 8 Brygadę Pancerną i 201 Brygadę Gwardii.
Alianccy kryptolodzy z Government Communications Headquarters z Bletchley Park w Anglii odszyfrowali zakodowany przy pomocy Enigmy meldunek i 25 lutego ostrzegli feldmarszałka Bernarda Montgomery’ego, że Rommel zarządził zakończenie bitwy o przełęcz Kasserine. 28 lutego odszyfrowali rozkazy Rommla dotyczące zwiadu, który ma przeprowadzić włoska 1 Armia, przygotowując się do ataku na brytyjską 8 Armię do 4 marca, a dane o zużyciu paliwa z 1 marca pokazały, że siłom Osi wystarczy go na trzydniową operację. 26 lutego 8 Armia miała tylko jedną dywizję w Medenine, większość jej czołgów była w X Korpusie gen. Briana Horrocksa w Bengazi, w odległości 1609 km, a atak na linię Mareth nie mógł być gotowy przed 20 marca. Montgomery uznał, że XXX Korpus w Medenine nie będzie w stanie wytrzymać ataku przed 7 marca, ale przez trzy dni i noce posiłki parły nieustannie do przodu i do 4 marca 400 czołgów, 350 dział polowych i 470 dział przeciwpancernych zostało przeniesionych na nowe pozycje. RAF zwiększył również liczbę samolotów w okolicy, aby podwoić liczebność względem sił powietrznych państw Osi. O godz. 5:36 rano 6 marca kryptolodzy z Bletchley Park wysłali do Montgomery’ego powiadomienie, że atak ma się rozpocząć za niecałe pół godziny, o 6:00 rano.

## Bitwa

### 6 marca

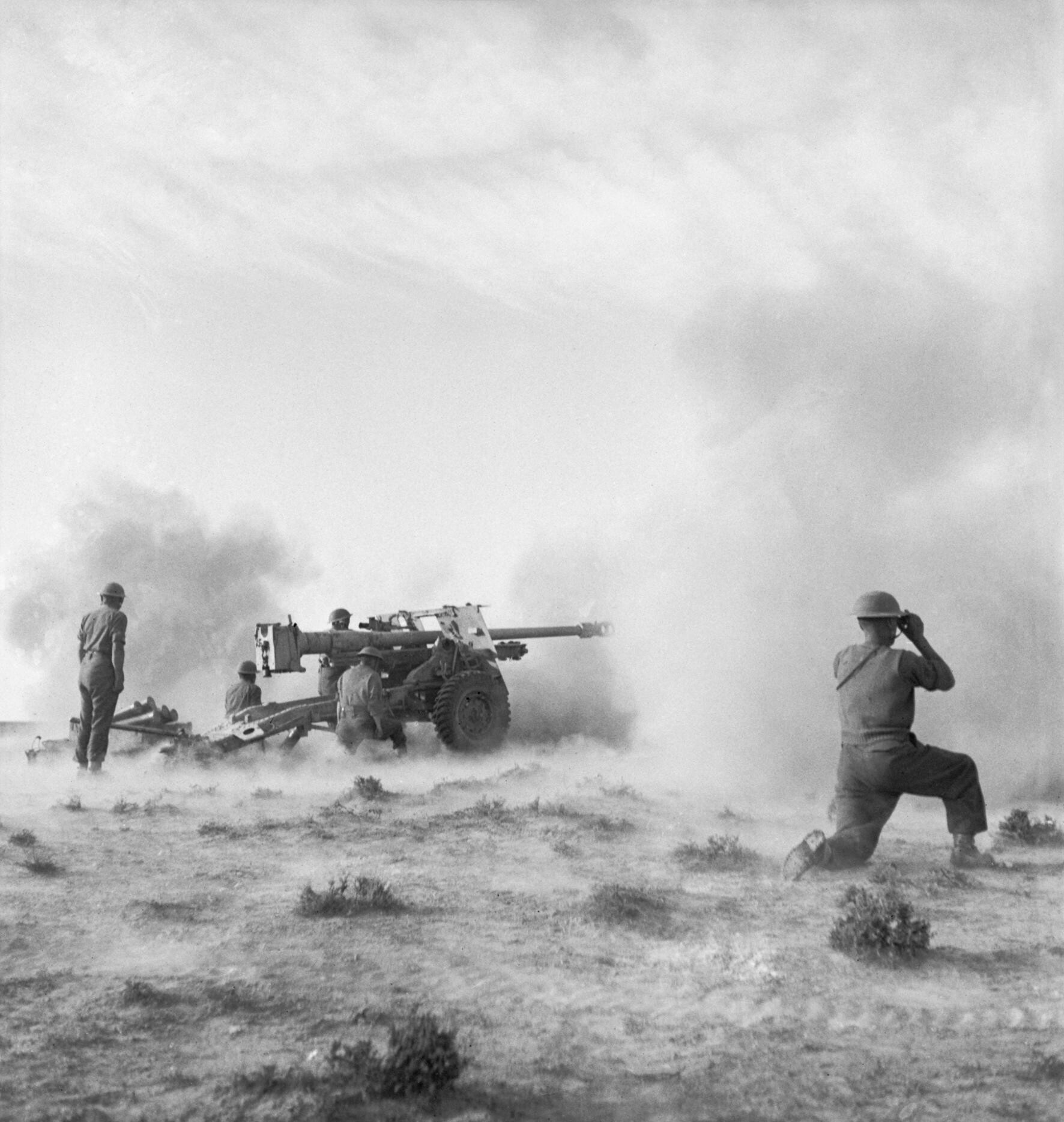
Brytyjskie 17-funtowe działo przeciwpancerne w akcji, 11 marca 1943 r.

Było mglisto, kiedy o 6:00 rano rozpoczęło się bombardowanie brytyjskich pozycji przez samoloty sił Osi i w ciągu dziewięćdziesięciu minut czołgi, działa i pojazdy pancerne wynurzały się z wysokości pomiędzy Toujane i Kreddache. Czołgi 15 Dywizji Pancernej poruszały się wzdłuż drogi Toujane–Medenine, a następnie skręciły na północ w kierunku pozycji 7 Dywizji Pancernej i zostały zaatakowane przez działa przeciwpancerne 131 Brygady Piechoty i 2. batalionu Gwardii Szkockiej. Na froncie nowozelandzkiej 2 Dywizji Piechoty 164 Dywizja Piechoty Afrika została ostrzelana ogniem erkaemów Bren z transporterów Universal Carrier należących do 21. batalionu nowozelandzkiego, który spotkał siedem pojazdów przewożących piechotę i działa przeciwpancerne na krótkim dystansie we mgle. Nowozelandczycy ponieśli pierwsze ofiary z powodu utraty dwóch żołnierzy i transportera. Małe oddziały piechoty Osi badały linię frontu, a gdy mgła rozproszyła się, ich artyleria zaczęła się przemieszczać. Brytyjska artyleria nie odpowiedziała, mając rozkaz czekania, aż napastnicy znajdą się w zasięgu maksymalnej liczby dział; armaty przeciwpancerne miały prowadzić ogień tylko na krótki dystans. Działa 5 Pułku Polowego Artylerii Królewskiej nie zaczęły strzelać, dopóki czołgi Osi nie zostały związane walką przez armaty 6-funtowe i wtedy ostrzelała piechotę oraz ciężarówki podążające za czołgami, izolując je od siebie.
Około 8:30 rano czołgi zbliżały się do Tadjera Kbir (punkt 270), a 28. batalion nowozelandzki zgłosił dziesięć czołgów i trzydzieści ciężarówek poruszających się wadi po prawej stronie. Czołgi dotarły do improwizowanego pola minowego, a następnie skierowały się w stronę wznoszącego się terenu, jak zamierzano. Dwa 6-funtowe działa przeciwpancerne z 73 Pułku Przeciwpancernego Artylerii Królewskiej otworzyły ogień i unieruchomiły cztery czołgi Panzer III na dystansie 370 m, a moździerze 28. batalionu nowozelandzkiego zniszczyły piąty czołg. Kiedy ich załogi wysiadły z wraków, do kanonady dołączyły kolejne moździerze, karabiny maszynowe i artyleria. Atakujący zostali zaskoczeni i zdezorganizowani, ale potem podciągnęli własne działa przeciwpancerne i odpowiedzieli ogniem. Jedna armata 6-funtowa została uszkodzona, a dwóch artylerzystów rannych, ale reszta strzelała, dopóki ocalałe czołgi nieprzyjaciela nie wycofały się. Wzięto piętnastu jeńców z 10 Dywizji Pancernej, w tym dowódcę kompanii pancernej.
Tuż po 9:00 ogień moździerzy 21. batalionu nowozelandzkiego rozproszył grupę piechoty zsiadającą z pojazdów. Około godz. 10:00 pozostała piechota Osi wycofała się i okopała z tyłu w odległości 4,8–6,4 km od linii alianckich. Brytyjska artyleria ostrzeliwała całe przedpole, szczególnie na obszarach zarejestrowanych wcześniej jako sektory ataku, gdy tylko wkroczyli do nich żołnierze lub pojazdy Osi. Czołgi 21 Dywizji Pancernej przekroczyły linię horyzontu i zostały związane walką, a obserwatorzy 201 Brygady Gwardii twierdzili, że „wędrowały z roztargnieniem”. Nowozelandzka 2 Dywizja Piechoty nie została ponownie zaatakowana rano, ale zaobserwowano duży niezorganizowany ruch czołgów i transporterów. Uświadomiono sobie, że główny wysiłek wojsk Osi był skierowany przeciwko Tadjera Kbir i dalej na północ. Na lewej flance jednostki zwiadu 3 i 33 oraz kwatera główna Kampfstaffel z dziewięcioma czołgami posuwały się w kierunku drogi Foum Tatahouine–Medenine przeciwko Lotnej Kolumnie Wolnych Francuzów, która odpierała ataki wzdłuż drogi z punktu położonego 12 km na południe od Medenine, tracąc 27 ludzi w ciągu dnia.
Po południu piechota Osi przyłączyła się do tych ataków i od około 15:30 została rozproszona przez artylerię nowozelandzkiej 2 Dywizji Piechoty. O 17:45 ok. 1000 żołnierzy piechoty ze wsparciem czołgów przesunęło się na zachód od punktu 270 i zostało zdezorganizowanych przez artylerię nowozelandzkiej 2 Dywizji, polowe i średnie pułki 5 Grupy Armii Artylerii Królewskiej oraz ciężkie działa przeciwlotnicze na lądowisku w pobliżu. Oddział zdobycznych dział 88 mm z załogami Artylerii Królewskiej działał jako działa przeciwlotnicze. Na frontach 51 Dywizji Górskiej i 7 Dywizji Pancernej ataki Osi były bardziej zdeterminowane, ale odniosły niewielki sukces, a Tadjera Kbir nigdy nie było zagrożone zdobyciem przez wroga. O godz. 18.00 27 czołgów i piechota Osi zostały zaangażowane przez nowozelandzką artylerię polową, po czym nie było już żadnych ataków na front Nowozelandczyków. Około 20:30 Rommel przyjął sugestię Messego dotyczącą zakończenia ataku, ponieważ nie można go było kontynuować bez ryzyka strat, które zagroziłyby obronie linii Mareth.
W ciągu dnia wykonano wypady myśliwców bombardujących i myśliwców Luftwaffe oraz Regia Aeronautica, ale miały one niewielki wpływ na sytuację, ponieważ RAF kontrolował przestrzeń powietrzną nad polem bitwy. Dwóch Nowozelandczyków zginęło, a dwóch innych zostało rannych podczas nalotu na 4 Szpital Polowy, a jednego Messerschmitta Bf 109 zestrzelił 26. batalion za pomocą zdobycznego włoskiego karabinu maszynowego Breda. Gdy zapadł zmierzch, atakujący wycofali się, a oddział Królewskiego Korpusu Strzelców i innych jednostek w Haddada pozostał niezakłócony, mimo że odizolowany, gdy kolumna wojsk francuskich po prawej została zmuszona do wycofania się podczas ruchu oskrzydlającego wojsk Osi. W nocy z 6 na 7 marca patrole XXX Korpusu wyszły, aby dowiedzieć się, czy atak zostanie wznowiony nazajutrz, pomimo strat w czołgach Osi, które po zmierzchu 6 marca były już znane i określone na 40–50, dzięki czemu wznowienie natarcia było mało prawdopodobne. Na froncie dywizji nowozelandzkiej utrzymywano czujność na wypadek ruchu oskrzydlającego na południe od linii obronnej, a po zmroku pięć czołgów unieruchomionych na froncie 28. batalionu zostało nieodwracalnie zniszczonych przez saperów, a pozostałe wyłączone na froncie XXX Korpusu. Niektóre czołgi z Pułku Staffordshire Yeomanry zostały nieco przesunięte do przodu w rejonie Nowozelandczyków, ale noc była cicha, z wyjątkiem ognia nękającego brytyjskiej artylerii do 3:30 nad ranem.

## Następstwa

### Analiza

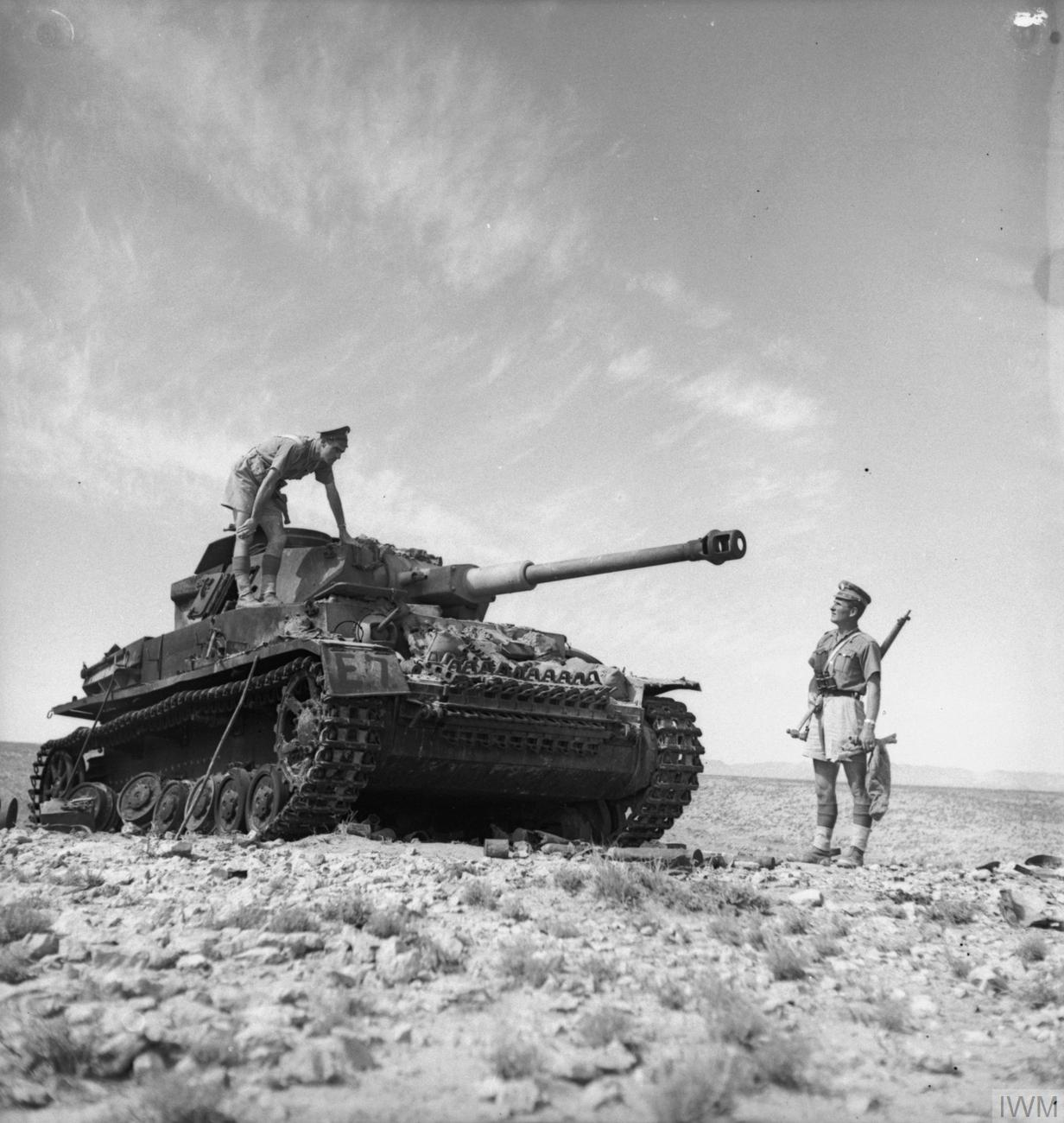
Żołnierze Gwardii Szkockiej Vic Mutch i Joe Stephenson sprawdzają po bitwie unieruchomiony niemiecki czołg Panzer IV

W 1966 r. brytyjski historyk Ian Playfair napisał, że podczas bitwy o Medenine artyleria XXX Korpusu wystrzeliła około 30 tys. pocisków, a Luftwaffe dołożyła wszelkich starań, atakując lotniska RAF-u, co spełzło na niczym w obliczu brytyjskiego ostrzału przeciwlotniczego i lotnictwa, jedynie taktyki zwiadowcze zastosowano z dużym powodzeniem. W 1978 r. Matthew Cooper napisał, że gdyby siły Osi zaatakowały w poprzednim tygodniu, mogły zastać 8 Armię nieprzygotowaną i odnieść lokalny sukces. Jednak szybkie przygotowania do przyjęcia ataku sił Osi umożliwiły 8 Armii łatwe pokonanie wroga, a Rommel napisał po tej bitwie, że niepowodzenie w opóźnieniu brytyjskiego ataku na linię Mareth spowodowało „wielki mrok” i pozostawienie sił Osi w Afryce od tej pory było samobójstwem.

### Straty
W 1943 r. Montgomery zanotował w dzienniku, że 8 Armia straciła pod Medenine 130 ofiar, a w 1957 r. G.F. Howe, oficjalny historyk armii amerykańskiej, odnotował straty niemieckie w tej bitwie jako 61 zabitych, 388 rannych i 32 zaginionych, straty włoskie zaś określił jako 33 zabitych, 122 rannych i 9 zaginionych; ponadto utracono co najmniej 41 czołgów Osi. Niemcy zniszczyli 6 brytyjskich czołgów, 16 pojazdów zwiadowczych, 33 inne pojazdy silnikowe, 32 działa przeciwpancerne i przeciwlotnicze oraz wzięli 51 jeńców. W 1966 r. Playfair nazwał „błahostką” straty 8 Armii w tym starciu i odnotował 635 ludzi straconych przez siły Osi, z czego większość to Niemcy, a także 44–56 czołgów.

### Późniejsze operacje
O świcie 7 marca zauważono, że niektóre grupy transportowe wojsk Osi przemieszczają się na północ i szybko wycofują się z zasięgu, gdy są atakowane przez aliancką artylerię. W dniach 7-8 marca miały miejsce już tylko działania odwrotowe, gdy Niemcy wycofywali się na linię Mareth i do Gabès, ale brytyjskie próby pościgu były dezorganizowane złą pogodą i bezradne wobec szybkości wycofania się sił niemiecko-włoskich. 10 marca niektóre wzgórza w rejonie były nadal kontrolowane przez siły Osi i sporadycznie miała miejsce wymiana ognia artylerii dalekiego zasięgu. Rommel po raz ostatni opuścił Afrykę, pozostawiając Arnimowi dowodzenie. Klęska była tak kompletna, że spowodowała zakwestionowanie przez Niemców ich bezpieczeństwa w Afryce, a Montgomery'ego zganiono za to, że nie podjął większych kroków w celu ukrycia źródeł jego informacji.

6 marca Montgomery napisał do gen. Alana Brroke’a, szefa Imperialnego Sztabu Generalnego: 

W dzień próbowano mnie zaatakować czołgami, a następnie ciężarówkami pełnymi piechoty. Mam okopanych 500 dział 6-funtowych [...] Mam 400 czołgów [...] dobrą piechotę [...] i wielką masę artylerii. To absolutny dar, a ten facet [Rommel] musi być szalony

Alianckie plany ataku na linię Mareth pozostały praktycznie niezakłócone. 17 marca amerykański II Korpus rozpoczął operację Wop, atak na Gafsę, a 8 Armia przystąpiła do wstępnych operacji Walk i Canter, a następnie rozpoczęła realizację właściwej operacji Pugilist, bitwy o linię Mareth 19 marca.